# Noorse kampioenschappen schaatsen allround vrouwen
Het Noors kampioenschap schaatsen allround vrouwen is een jaarlijks verreden schaatstoernooi. Het toernooi wordt meestal eind december verreden en dient over het algemeen ook als kwalificatietoernooi voor het EK Allround van datzelfde seizoen.
Het kampioenschap werd voor het eerst in 1932 verreden over de drie kortste schaatsafstanden en was de status van het kampioenschap onofficieel. Een jaar later kreeg het toernooi al een officiële status en sinds 1937 worden er tijdens het kampioenschap vier afstanden gereden. De vierde afstand was de 3000 meter zodat de vrouwen een minivierkamp (500, 1000, 1500 en 3000 meter) reden voor de allroundtitel. In de zomer van 1982 werd er door de Internationale Schaats Unie besloten om de 5000 meter voor de vrouwen in te voeren en bij het eerst volgende kampioenschap werd de 1000 meter ingeruild voor de 5000. De vrouwen strijden daardoor sinds 1983 over kleine vierkamp om de Noorse allroundtitel.

## Medaillewinnaars eindklassement
Het overzicht geeft alle medaillewinnaars sinds 1932, zoals officieel erkend door de Noorse schaatsbond.
| Jaar | Plaats                                                           | Goud                                                             | Zilver                                                           | Brons                                                            |                                                                  |
| Onofficieel kampioenschap | Onofficieel kampioenschap                                        | Onofficieel kampioenschap                                        | Onofficieel kampioenschap                                        | Onofficieel kampioenschap                                        |                                                                  |
| --- | ---------------------------------------------------------------- | ---------------------------------------------------------------- | ---------------------------------------------------------------- | ---------------------------------------------------------------- | ---------------------------------------------------------------- |
| Kampioenschap verreden over 500, 1000 en 1500 meter (1932-1936). |                                                                  |                                                                  |                                                                  |                                                                  |                                                                  |
| 1932 | Frogner Stadion, Oslo                                            | Synnøve Lie                                                      | Erna Andersen                                                    | Borghild Aasen                                                   |                                                                  |
| Officieel kampioenschap |                                                                  |                                                                  |                                                                  |                                                                  |                                                                  |
| Nationaal kampioen: winnaar van twee van de drie afstanden, anders degene met de minste afstandspunten (1e = 1pnt, 2e = 2pnt, etc.).                                        |                                                                  |                                                                  |                                                                  |                                                                  |                                                                  |
| 1933 | Bislett Stadion, Oslo                                            | Synnøve Lie                                                      | Undis Blikken                                                    | Bera Brinck Løvstad                                              |                                                                  |
| 1934 | Lystlunden, Horten                                               | Undis Blikken                                                    | Laila Schou Nilsen                                               | Synnøve Lie                                                      |                                                                  |
| Nationaal kampioen: winnaar van twee van de drie afstanden, anders degene met het minste puntentotaal.                                                                      |                                                                  |                                                                  |                                                                  |                                                                  |                                                                  |
| 1935 | Frogner Stadion, Oslo                                            | Laila Schou Nilsen                                               | Undis Blikken                                                    | Synnøve Lie                                                      |                                                                  |
| 1936 | Hønefoss stadion, Hønefoss                                       | Undis Blikken                                                    | Synnøve Lie                                                      | Jane Bjerke                                                      |                                                                  |
| Kampioenschap verreden over 500, 1000, 1500 en 3000 meter (1937-1982) Nationaal kampioen: winnaar van drie van de vier afstanden, anders degene met de minste puntentotaal. |                                                                  |                                                                  |                                                                  |                                                                  |                                                                  |
| 1937 | Frogner Stadion, Oslo                                            | Laila Schou Nilsen                                               | Synnøve Lie                                                      | Ella Berntsen                                                    |                                                                  |
| 1938 | Tønsberg stadion, Tønsberg                                       | Undis Blikken                                                    | Laila Schou Nilsen                                               | Synnøve Lie                                                      |                                                                  |
| 1939 | Kongsberg                                                        | Laila Schou Nilsen                                               | Synnøve Lie                                                      | Edith Kleven                                                     |                                                                  |
| 1940 | Larvik                                                           | Laila Schou Nilsen                                               | Undis Blikken                                                    | Synnøve Lie                                                      |                                                                  |
| 1941- 1945 | Geen kampioenschap georganiseerd vanwege de Tweede Wereldoorlog. | Geen kampioenschap georganiseerd vanwege de Tweede Wereldoorlog. | Geen kampioenschap georganiseerd vanwege de Tweede Wereldoorlog. | Geen kampioenschap georganiseerd vanwege de Tweede Wereldoorlog. | Geen kampioenschap georganiseerd vanwege de Tweede Wereldoorlog. |
| 1946 | Lillehammer stadion, Lillehammer                                 | Randi Thorvaldsen                                                | Aslaug Pedersen                                                  | Maggi Kvestad                                                    |                                                                  |
| 1947 | Rjukan stadion, Rjukan                                           | Randi Thorvaldsen                                                | Else Marie Christiansen                                          | Elsa Jondalen                                                    |                                                                  |
| 1948 | Fram kunstisbane, Larvik                                         | Randi Thorvaldsen                                                | Else Marie Christiansen                                          | Elsa Jondalen                                                    |                                                                  |
| 1949 | Jordal Idrettspark, Oslo                                         | Randi Thorvaldsen                                                | Maggi Kvestad                                                    | Erna Aas                                                         |                                                                  |
| 1950 | Gjøvik stadion, Gjøvik                                           | Randi Thorvaldsen                                                | Ragnhild Mikkelsen                                               | Aase Halstvedt                                                   |                                                                  |
| 1951 | Hønefoss iddretspark, Hønefoss                                   | Randi Thorvaldsen                                                | Astri Mæhre Johannessen                                          | Ragnhild Mikkelsen                                               |                                                                  |
| 1952 | Øya stadion, Trondheim                                           | Randi Thorvaldsen                                                | Astri Mæhre Johannessen                                          | Kari Danielsen                                                   |                                                                  |
| 1953 | Lystlunden, Horten                                               | Randi Thorvaldsen                                                | Astri Mæhre Johannessen                                          | Sonja Ackermann-Olsen                                            |                                                                  |
| 1954 | Fram kunstisbane, Larvik                                         | Randi Thorvaldsen                                                | Sonja Ackermann-Olsen                                            | Astri Mæhre Johannessen                                          |                                                                  |
| 1955 | Herkules idrettspark, Skien                                      | Astri Mæhre Johannessen                                          | Sonja Ackermann-Olsen                                            | Bjørg Hæhre                                                      |                                                                  |
| 1956- 1957 | Geen kampioenschap uitgeschreven.                                | Geen kampioenschap uitgeschreven.                                | Geen kampioenschap uitgeschreven.                                | Geen kampioenschap uitgeschreven.                                |                                                                  |
| 1958 | Bugården stadion, Sandefjord                                     | Sonja Ackermann-Olsen                                            | Jorunn Tangen                                                    | Else Methi                                                       |                                                                  |
| 1959 | Lillehammer stadion, Lillehammer                                 | Sonja Ackermann-Olsen                                            | Astri Mæhre Johannessen                                          | Karin Horn Evensen                                               |                                                                  |
| 1960 | Elvebakken idrettsplass, Hakadal                                 | Randi Elisabeth Nilsen                                           | Elsie Heibø                                                      |                                                                  |                                                                  |
| 1961 | Rakkestad idrettsplass, Rakkestad                                | Randi Elisabeth Nilsen                                           | Aud Groven                                                       | Bjørg Hovden                                                     |                                                                  |
| 1962 | Hamar stadion, Hamar                                             | Tove Jacobsen                                                    | Aud Groven                                                       | Randi Elisabeth Nilsen                                           |                                                                  |
| 1963 | Jordal Idrettspark, Oslo                                         | Sigrid Sundby                                                    | Randi Elisabeth Nilsen                                           | Mette Rosenvinge                                                 |                                                                  |
| 1964 | Fram kunstisbane, Larvik                                         | Sigrid Sundby                                                    | Gerd Inger De Groot                                              | Aud Groven                                                       |                                                                  |
| 1965 | Lystlunden, Horten                                               | Sigrid Sundby                                                    | Kari Kåring                                                      | Gerd Inger De Groot                                              |                                                                  |
| 1966 | Lillehammer stadion, Lillehammer                                 | Sigrid Sundby                                                    | Lisbeth Berg                                                     | Kari Kåring                                                      |                                                                  |
| 1967 | Rosendalsbanen, Brandbu                                          | Sigrid Sundby                                                    | Lisbeth Berg                                                     | Kari Kåring                                                      |                                                                  |
| 1968 | Bergen                                                           | Sigrid Sundby                                                    | Lisbeth Berg                                                     | Kari Kåring                                                      |                                                                  |
| 1969 | Bislett stadion, Oslo                                            | Sigrid Sundby                                                    | Lisbeth Berg                                                     | Kirsti Biermann                                                  |                                                                  |
| 1970 | Hønefoss iddretspark, Hønefoss                                   | Sigrid Sundby                                                    | Lisbeth Berg                                                     | Kirsti Biermann                                                  |                                                                  |
| 1971 | Hvitstein stadion, Holmestrand                                   | Lisbeth Berg                                                     | Kirsti Biermann                                                  | Sigrid Sundby                                                    |                                                                  |
| 1972 | Rosendalsbanen, Brandbu                                          | Lisbeth Berg                                                     | Sigrid Sundby                                                    | Inger Karset                                                     |                                                                  |
| 1973 | Lystlunden, Horten                                               | Sigrid Sundby                                                    | Lisbeth Berg                                                     | Tove Berntsen                                                    |                                                                  |
| 1974 | Gjøvik stadion, Gjøvik                                           | Lisbeth Berg                                                     | Sigrid Sundby                                                    | Tove Berntsen                                                    |                                                                  |
| 1975 | Jordal Idrettspark, Oslo                                         | Lisbeth Korsmo                                                   | Sigrid Sundby                                                    | Berit Haugård                                                    |                                                                  |
| 1976 | Dokka stadion, Dokka                                             | Lisbeth Korsmo                                                   | Berit Haugård                                                    | Elisabeth Schjenken                                              |                                                                  |
| 1977 | Fylkesidrettsplassen, Elverum                                    | Lisbeth Korsmo                                                   | Elisabeth Schjenken                                              | Berit Haugård                                                    |                                                                  |
| 1978 | Skedsmo stadion, Skedsmo                                         | Lisbeth Korsmo                                                   | Elisabeth Schjenken                                              | Anne Gjersem                                                     |                                                                  |
| 1979 | Sportpark Stange, Stange                                         | Bjørg Eva Jensen                                                 | Ann-Mari Tollefsen                                               | Grethe Viksaas                                                   |                                                                  |
| 1980 | Nytrømoen idrettsplass, Tynset                                   | Bjørg Eva Jensen                                                 | Turid Lillehagen                                                 | Anne Bjørnsmoen                                                  |                                                                  |
| 1981 | Hol stadion, Hol                                                 | Bjørg Eva Jensen                                                 | Mona Iversen                                                     | Ann-Mari Amundsen                                                |                                                                  |
| 1982 | Sofiemyr stadion, Kolbotn                                        | Bjørg Eva Jensen                                                 | Turid Lillehagen                                                 | Mona Iversen                                                     |                                                                  |
| Kampioenschap verreden over 500, 1500, 3000 en 5000 meter (1983-heden). |                                                                  |                                                                  |                                                                  |                                                                  |                                                                  |
| 1983 | Hamar stadion, Hamar                                             | Bjørg Eva Jensen                                                 | Turid Lillehagen                                                 | Rigmor Lundby                                                    |                                                                  |
| 1984 | Sørmarka kunstisbane, Stavanger                                  | Tone Regine Hølstad                                              | Anne Elisabeth Hølstad                                           | Bente Munkerud                                                   |                                                                  |
| 1985 | Holt stadion, Kongsvinger                                        | Edel Therese Høiseth                                             | Marie Tollefsen                                                  | Merete Pettersen                                                 |                                                                  |
| 1986 | Tromsdalen Kunstisbane, Tromsø                                   | Bjørg Eva Jensen                                                 | Edel Therese Høiseth                                             | Marie Tollefsen                                                  |                                                                  |
| Nationaal kampioen: degene met het minste puntentotaal. |                                                                  |                                                                  |                                                                  |                                                                  |                                                                  |
| 1987 | Hamar stadion, Hamar                                             | Bjørg Eva Jensen                                                 | Minna Nystedt                                                    | Else Ragni Yttredal                                              |                                                                  |
| 1988 | Valle Hovin stadion, Oslo                                        | Bjørg Eva Jensen                                                 | Minna Nystedt                                                    | Anette Tønsberg                                                  |                                                                  |
| 1989 | Flatmoen idrettspark, Hundorp                                    | Heidi Skjeggestad                                                | Anette Tønsberg                                                  | Minna Nystedt                                                    |                                                                  |
| 1990 | Verdal stadion, Verdal                                           | Heidi Skjeggestad                                                | Minna Nystedt                                                    | Else Ragni Yttredal                                              |                                                                  |
| 1991 | Hol stadion, Hol                                                 | Else Ragni Yttredal                                              | Anette Tønsberg                                                  | Minna Nystedt                                                    |                                                                  |
| 1992 | Savalen kunstisbane, Savalen                                     | Else Ragni Yttredal                                              | Minna Nystedt                                                    | Anette Tønsberg                                                  |                                                                  |
| 1993 | Leangen kunstisbane, Trondheim                                   | Else Ragni Yttredal                                              | Anette Tønsberg                                                  | Minna Nystedt                                                    |                                                                  |
| 1994 | Fram kunstisbane, Larvik                                         | Anette Tønsberg                                                  | Else Ragni Yttredal                                              | Lillan Westli                                                    |                                                                  |
| 1995 | Hønefoss idrettspark, Hønefoss                                   | Anette Tønsberg                                                  | Nina Tørset                                                      | Heidi Støkker                                                    |                                                                  |
| 1996 | Tromsdalen kunstisbane, Tromsø                                   | Anette Tønsberg                                                  | Nina Tørset                                                      | Anne Therese Tveter                                              |                                                                  |
| 1997 | Slåtthaug kunstisbane, Bergen                                    | Anette Tønsberg                                                  | Anne Therese Tveter                                              | Ellen Kathrine Lie                                               |                                                                  |
| 1998 | Furumo stadion, Geithus                                          | Anette Tønsberg                                                  | Lise Marie Braathen                                              | Ellen Kathrine Lie                                               |                                                                  |
| 1999 | Nornett stadion, Alta                                            | Anne Therese Tveter                                              | Nina Tørset                                                      | Ragnhild Andresen                                                |                                                                  |
| 2000 | Vikingskipet, Hamar                                              | Hedvig Bjelkevik                                                 | Edel Therese Høiseth                                             | Ellen Kathrine Lie                                               |                                                                  |
| 2001 | Furumo stadion, Geithus                                          | Annette Bjelkevik                                                | Ellen Kathrine Lie                                               | Anne Therese Tveter                                              |                                                                  |
| 2002 | Skien isstadion, Skien                                           | Anette Tønsberg                                                  | Anne Therese Tveter                                              | Silje Bjelkevik                                                  |                                                                  |
| 2003 | Slåtthaug kunstisbane, Bergen                                    | Hedvig Bjelkevik                                                 | Annette Bjelkevik                                                | Maren Haugli                                                     |                                                                  |
| 2004 | Valle Hovin stadion, Oslo                                        | Hedvig Bjelkevik                                                 | Annette Bjelkevik                                                | Maren Haugli                                                     |                                                                  |
| 2005 | Marienlyst Stadion, Drammen                                      | Mari Hemmer                                                      | Anne Grethe Viik                                                 | Line Foss                                                        |                                                                  |
| 2006 | Myra kunstisbane, Arendal                                        | Maren Haugli                                                     | Hedvig Bjelkevik                                                 | Annette Bjelkevik                                                |                                                                  |
| 2007 | Furumo stadion, Geithus                                          | Mari Hemmer                                                      | Hedvig Bjelkevik                                                 | Annette Bjelkevik                                                |                                                                  |
| 2008 | Fosenhallen, Bjugn                                               | Mari Hemmer                                                      | Maren Haugli                                                     | Ida Njåtun                                                       |                                                                  |
| 2009 | Glitre stadion, Gol                                              | Maren Haugli                                                     | Mari Hemmer                                                      | Hege Bøkko                                                       |                                                                  |
| 2010 | Slåtthaug kunstisbane, Bergen                                    | Mari Hemmer                                                      | Maren Haugli                                                     | Hanne Haugland                                                   |                                                                  |
| 2011 | Frogner stadion, Oslo                                            | Ida Njåtun                                                       | Mari Hemmer                                                      | Hege Bøkko                                                       |                                                                  |
| 2012 | Tønsberg kunstisbane, Tønsberg                                   | Hege Bøkko                                                       | Mari Hemmer                                                      | Ellen Bjertnes                                                   |                                                                  |
| 2013 | Sørmarka arena, Stavanger                                        | Ida Njåtun                                                       | Mari Hemmer                                                      | Sofie Karoline Haugen                                            |                                                                  |
| 2014 | Risenga kunstisbane, Asker                                       | Ida Njåtun                                                       | Mari Hemmer                                                      | Camilla Farestveit                                               |                                                                  |
| 2015 | Myra kunstisbane, Arendal                                        | Ida Njåtun                                                       | Frida van Megen                                                  | Hege Bøkko                                                       |                                                                  |
| 2016 | Sørmarka arena, Stavanger                                        | Ida Njåtun                                                       | Sofie Karoline Haugen                                            | Camilla Lund                                                     |                                                                  |
| 2017 | Leangen kunstisbane, Trondheim                                   | Sofie Karoline Haugen                                            | Camilla Lund                                                     | Inga Anne Vasaasen                                               |                                                                  |
| 2018 | Jevnaker stadion, Jevnaker                                       | Sofie Karoline Haugen                                            | Camilla Lund                                                     | Ragne Wiklund                                                    |                                                                  |
| 2019 | Myra kunstisbane, Arendal                                        | Ida Njåtun                                                       | Ragne Wiklund                                                    | Camilla Lund                                                     |                                                                  |
| 2020 | Risenga kunstisbane, Asker                                       | onbekend                                                         | onbekend                                                         | onbekend                                                         |                                                                  |
| 2021 | Vikingskipet, Hamar                                              | Ragne Wiklund                                                    | Sofie Karoline Haugen                                            | Marte Bjerkreim Furnée                                           |                                                                  |

## Medailleklassement
Bijgewerkt tot en met kampioenschap van 2021.
| Naam                    | Goud | Zilver | Brons | Totaal |
| ----------------------- | ---- | ------ | ----- | ------ |
| Sigrid Sundby           | 9    | 3      | 1     | 13     |
| Randi Thorvaldsen       | 9    | 0      | 0     | 9      |
| Bjørg Eva Jensen        | 8    | 0      | 0     | 8      |
| Anette Tønsberg         | 6    | 3      | 2     | 11     |
| Ida Njåtun              | 6    | 0      | 1     | 7      |
| Mari Hemmer             | 4    | 5      | 0     | 9      |
| Laila Schou Nilsen      | 4    | 2      | 0     | 6      |
| Lisbeth Korsmo          | 4    | 0      | 0     | 4      |
| Lisbeth Berg            | 3    | 6      | 0     | 9      |
| Undis Blikken           | 3    | 3      | 0     | 6      |
| Hedvig Bjelkevik        | 3    | 2      | 0     | 5      |
| Else Ragni Yttredal     | 3    | 1      | 2     | 6      |
| Synnøve Lie             | 2    | 3      | 4     | 9      |
| Maren Haugli            | 2    | 2      | 2     | 4      |
| Sonja Ackermann-Olsen   | 2    | 2      | 1     | 5      |
| Sofie Karoline Haugen   | 2    | 2      | 1     | 5      |
| Randi Elisabeth Nilsen  | 2    | 1      | 1     | 4      |
| Heidi Skjeggestad       | 2    | 0      | 0     | 2      |
| Astri Mæhre Johannessen | 1    | 4      | 1     | 6      |
| Annette Bjelkevik       | 1    | 2      | 2     | 5      |
| Anne Therese Tveter     | 1    | 2      | 2     | 5      |
| Edel Therese Høiseth    | 1    | 2      | 0     | 3      |
| Ragne Wiklund           | 1    | 1      | 1     | 3      |
| Hege Bøkko              | 1    | 0      | 3     | 4      |
| Tone Regine Hølstad     | 1    | 0      | 0     | 1      |
| Tove Jacobsen           | 1    | 0      | 0     | 1      |
| Minna Nystedt           | 0    | 4      | 3     | 7      |
| Turid Lillehagen        | 0    | 3      | 0     | 3      |
| Nina Tørset             | 0    | 3      | 0     | 3      |
| Camilla Lund            | 0    | 2      | 2     | 4      |
| Aud Groven              | 0    | 2      | 1     | 3      |
| Elisabeth Schjenken     | 0    | 2      | 1     | 3      |
| Else Marie Christiansen | 0    | 2      | 0     | 2      |
| Kari Kåring             | 0    | 1      | 3     | 4      |
| Ellen Kathrine Lie      | 0    | 1      | 3     | 4      |
| Kirsti Biermann         | 0    | 1      | 2     | 3      |
| Berit Haugård           | 0    | 1      | 2     | 3      |
| Gerd Inger De Groot     | 0    | 1      | 1     | 2      |
| Mona Iversen            | 0    | 1      | 1     | 2      |
| Maggi Kvestad           | 0    | 1      | 1     | 2      |
| Ragnhild Mikkelsen      | 0    | 1      | 1     | 2      |
| Marie Tollefsen         | 0    | 1      | 1     | 2      |
| Frida van Megen         | 0    | 1      | 0     | 1      |
| Camilla Farestveit      | 0    | 0      | 1     | 1      |
| Marte Bjerkreim Furnée  | 0    | 0      | 1     | 1      |
| Inga Anne Vasaasen      | 0    | 0      | 1     | 1      |

 Argentinië · 
 België · 
 Bohemen · 
 Canada · 
 China · 
 DDR · 
 Duitsland (mannen) - (vrouwen) · 
 Estland · 
 Finland · 
 Frankrijk · 
 Hongarije · 
 IJsland · 
 Italië · 
 Japan · 
 Kazachstan · 
 Mongolië · 
 Nederland (mannen) - (vrouwen) · 
 Nieuw-Zeeland ·
 Noorwegen (mannen) - (vrouwen) · 
 Oekraïne · 
 Oostenrijk · 
 Polen · 
 Roemenië · 
 Rusland · 
 Tsjechië · 
 Verenigde Staten · 
 Wit-Rusland · 
 Zuid-Korea · 
 Zweden · 
 Zwitserland
 Noorse kampioenschappen schaatsen

Afstanden
mannen - 
vrouwen · 
Allround
mannen - 
vrouwen · 
Sprint
mannen - 
vrouwen